# Liste der Bodendenkmäler in Steinbach am Wald
Auf dieser Seite sind die Bodendenkmäler in der oberfränkischen Gemeinde Steinbach am Wald zusammengestellt. Diese Tabelle ist eine Teilliste der Liste der Bodendenkmäler in Bayern. Grundlage ist die Bayerische Denkmalliste, die auf Basis des Bayerischen Denkmalschutzgesetzes vom 1. Oktober 1973 erstmals erstellt wurde und seither durch das Bayerische Landesamt für Denkmalpflege geführt wird. Die folgenden Angaben ersetzen nicht die rechtsverbindliche Auskunft der Denkmalschutzbehörde.

## Bodendenkmäler der Gemeinde Steinbach am Wald

### Bodendenkmäler in der Gemarkung Buchbach
| Lage                                 | Objekt | Akten-Nr.     | Bild |
| ------------------------------------ | --- | ------------- | ---- |
| Buchbach (Standort)                  | Turmhügel des hohen und späten Mittelalters. | D-4-5533-0001 |      |
| Buchbach (Standort)                  | Wüstung des Mittelalters und der frühen Neuzeit. | D-4-5533-0002 |      |
| Buchbach Steinbach a.Wald (Standort) | Wüstung Langenbach des späten Mittelalters. | D-4-5533-0005 |      |
| Buchbach (Standort)                  | Vorgängerbauten sowie Befunde des Mittelalters und der frühen Neuzeit im Bereich der abgegangenen Katholischen Kuratiekirche St. Laurentius von Buchbach. | D-4-5533-0006 |      |

### Bodendenkmäler in der Gemarkung Ebersdorf
| Lage                              | Objekt                             | Akten-Nr.     | Bild |
| --------------------------------- | ---------------------------------- | ------------- | ---- |
| Ebersdorf Ludwigsstadt (Standort) | Mittelalterliche Wüstung Kursdorf. | D-4-5534-0008 |      |

### Bodendenkmäler in der Gemarkung Hirschfeld
| Lage                  | Objekt | Akten-Nr.     | Bild |
| --------------------- | --- | ------------- | ---- |
| Hirschfeld (Standort) | Mittelalterlicher Turmhügel.                                                                                               | D-4-5534-0001 |      |
| Hirschfeld (Standort) | Befunde des Mittelalters und der frühen Neuzeit im Bereich der Katholischen Filialkirche Mariä Heimsuchung von Hirschfeld. | D-4-5534-0021 |      |

### Bodendenkmäler in der Gemarkung Steinbach a.Wald
| Lage                        | Objekt | Akten-Nr.     | Bild |
| --------------------------- | --- | ------------- | ---- |
| Steinbach a.Wald (Standort) | Befunde des Mittelalters und der frühen Neuzeit im Bereich der befestigen Katholischen Filialkirche St. Johannes Baptista von Steinbach a. Wald. | D-4-5534-0005 |      |

### Bodendenkmäler in der Gemarkung Windheim
| Lage                | Objekt | Akten-Nr.     | Bild |
| ------------------- | --- | ------------- | ---- |
| Windheim (Standort) | Vorgängerbau sowie Befunde des Mittelalters und der frühen Neuzeit im Bereich der Katholischen Pfarrkirche St. Mikolaus in Windheim. | D-4-5534-0023 |      |